# Supercopa de Costa Rica 2024
La Supercopa de Costa Rica de 2024, fue la 10ª edición del torneo.
La Supercopa 2024 se jugó el 7 de julio en el Estadio Nacional. El torneo fue creado para disputarse entre el campeón del Apertura y el campeón del Clausura, dado que Saprissa ganó ambos, se enfrentará al segundo lugar de la tabla acumulada el Herediano.
El equipo Herediano le ganó el torneo al Deportivo Saprissa por penales 5-4 después que el encuentro finalizó 1-1. 

## Equipos participantes
|  |  | Deportivo Saprissa |  | Campeón del 2023 y 2024              |
|  |  | C.S. Herediano     |  | Segunda posición de la tabla general |

## Reporte de partido
| 7 de julio de 2024 | Deportivo Saprissa                             | 1:1 (1:0 (4:5 p.)          | C. S. Herediano                                   | Estadio Nacional, San José |                           |
| 11:00              | East 31'                                       | Reporte                    | Rojas 76'                                         | Árbitro(s): Pablo Camacho  | Árbitro(s): Pablo Camacho |
|                    |                                                | Tiros desde el punto penal |                                                   |                            |                           |
|                    | Rodríguez · Waston · Segura · Chirino · Torres |                            | Hernández · Rodríguez · Tejeda · Rojas · González |                            |                           |

| 18    | POR   | Esteban Alvarado  |     |
| 32    | DEF   | Kliver Gómez      |     |
| 4     | DEF   | Kendall Waston    |     |
| 25    | DEF   | Jorkaeff Azofeifa |     |
| 7     | DEF   | Jefry Valverde    |     |
| 29    | MED   | Emanuel Carvajal  | 78' |
| 17    | MED   | Yoserth Hernández | 78' |
| 30    | MED   | Ulises Segura     |     |
| 9     | DEL   | Javon East        | 63' |
| 11    | DEL   | Luis Díaz         | 63' |
| 24    | DEL   | Orlando Sinclair  | 78' |
| D. T. | D. T. | Vladimir Quesada  |     |

| 1     | POR   | Aarón Cruz       |     |
| 12    | DEF   | Shawn Johnson    |     |
| 38    | DEF   | Getsel Montes    | 56' |
| 24    | DEF   | Miguel Basulto   |     |
| 26    | DEF   | Eduardo Juárez   |     |
| 17    | MED   | Yeltsin Tejeda   |     |
| 38    | MED   | Aaron Murillo    | 66' |
| 10    | MED   | Elías Aguilar    | 66' |
| 11    | DEL   | Gerson Torres    | 66' |
| 20    | DEL   | Andrey Soto      | 56' |
| 9     | DEL   | Marcel Hernández |     |
| D. T. | D. T. | Walter Centeno   |     |

| 31 | DEL | Fabricio Alemán | 63' |
| 27 | DEL | Rachid Chirino  | 63' |
| 10 | MED | Mariano Torres  | 68' |
| 14 | DEL | Ariel Rodríguez | 78' |
| 19 | DEF | Ryan Bolaños    | 78' |

| 34 | DEL | Andy Rojas          | 56' |
| 21 | DEF | Everardo Rubio      | 56' |
| 90 | DEL | Francisco Rodríguez | 66' |
| 19 | DEL | José González       | 66' |
| 88 | MED | Ariel Arauz         | 66' |

| 31' | Javon East | 1:0 |

| 76' | Andy Rojas | 1:1 |

| 4' · 50' · 67' | Shawn Johnson Andrey Soto Yeltsin Tejeda |

| Principal  | Pablo Camacho |
| Asistentes | Danny Sojo    |
|            | Félix Quesada |
| Cuarto     | Brayan Cruz   |

| 18    | POR   | Esteban Alvarado  |     |
| 32    | DEF   | Kliver Gómez      |     |
| 4     | DEF   | Kendall Waston    |     |
| 25    | DEF   | Jorkaeff Azofeifa |     |
| 7     | DEF   | Jefry Valverde    |     |
| 29    | MED   | Emanuel Carvajal  | 78' |
| 17    | MED   | Yoserth Hernández | 78' |
| 30    | MED   | Ulises Segura     |     |
| 9     | DEL   | Javon East        | 63' |
| 11    | DEL   | Luis Díaz         | 63' |
| 24    | DEL   | Orlando Sinclair  | 78' |
| D. T. | D. T. | Vladimir Quesada  |     |

| 1     | POR   | Aarón Cruz       |     |
| 12    | DEF   | Shawn Johnson    |     |
| 38    | DEF   | Getsel Montes    | 56' |
| 24    | DEF   | Miguel Basulto   |     |
| 26    | DEF   | Eduardo Juárez   |     |
| 17    | MED   | Yeltsin Tejeda   |     |
| 38    | MED   | Aaron Murillo    | 66' |
| 10    | MED   | Elías Aguilar    | 66' |
| 11    | DEL   | Gerson Torres    | 66' |
| 20    | DEL   | Andrey Soto      | 56' |
| 9     | DEL   | Marcel Hernández |     |
| D. T. | D. T. | Walter Centeno   |     |

| 31 | DEL | Fabricio Alemán | 63' |
| 27 | DEL | Rachid Chirino  | 63' |
| 10 | MED | Mariano Torres  | 68' |
| 14 | DEL | Ariel Rodríguez | 78' |
| 19 | DEF | Ryan Bolaños    | 78' |

| 34 | DEL | Andy Rojas          | 56' |
| 21 | DEF | Everardo Rubio      | 56' |
| 90 | DEL | Francisco Rodríguez | 66' |
| 19 | DEL | José González       | 66' |
| 88 | MED | Ariel Arauz         | 66' |

| 31' | Javon East | 1:0 |

| 76' | Andy Rojas | 1:1 |

| 4' · 50' · 67' | Shawn Johnson Andrey Soto Yeltsin Tejeda |

| Principal  | Pablo Camacho |
| Asistentes | Danny Sojo    |
|            | Félix Quesada |
| Cuarto     | Brayan Cruz   |

| 18    | POR   | Esteban Alvarado  |     |
| 32    | DEF   | Kliver Gómez      |     |
| 4     | DEF   | Kendall Waston    |     |
| 25    | DEF   | Jorkaeff Azofeifa |     |
| 7     | DEF   | Jefry Valverde    |     |
| 29    | MED   | Emanuel Carvajal  | 78' |
| 17    | MED   | Yoserth Hernández | 78' |
| 30    | MED   | Ulises Segura     |     |
| 9     | DEL   | Javon East        | 63' |
| 11    | DEL   | Luis Díaz         | 63' |
| 24    | DEL   | Orlando Sinclair  | 78' |
| D. T. | D. T. | Vladimir Quesada  |     |

| 1     | POR   | Aarón Cruz       |     |
| 12    | DEF   | Shawn Johnson    |     |
| 38    | DEF   | Getsel Montes    | 56' |
| 24    | DEF   | Miguel Basulto   |     |
| 26    | DEF   | Eduardo Juárez   |     |
| 17    | MED   | Yeltsin Tejeda   |     |
| 38    | MED   | Aaron Murillo    | 66' |
| 10    | MED   | Elías Aguilar    | 66' |
| 11    | DEL   | Gerson Torres    | 66' |
| 20    | DEL   | Andrey Soto      | 56' |
| 9     | DEL   | Marcel Hernández |     |
| D. T. | D. T. | Walter Centeno   |     |

| 31 | DEL | Fabricio Alemán | 63' |
| 27 | DEL | Rachid Chirino  | 63' |
| 10 | MED | Mariano Torres  | 68' |
| 14 | DEL | Ariel Rodríguez | 78' |
| 19 | DEF | Ryan Bolaños    | 78' |

| 34 | DEL | Andy Rojas          | 56' |
| 21 | DEF | Everardo Rubio      | 56' |
| 90 | DEL | Francisco Rodríguez | 66' |
| 19 | DEL | José González       | 66' |
| 88 | MED | Ariel Arauz         | 66' |

| 31' | Javon East | 1:0 |

| 76' | Andy Rojas | 1:1 |

| 4' · 50' · 67' | Shawn Johnson Andrey Soto Yeltsin Tejeda |

| Principal  | Pablo Camacho |
| Asistentes | Danny Sojo    |
|            | Félix Quesada |
| Cuarto     | Brayan Cruz   |

| 18    | POR   | Esteban Alvarado  |     |
| 32    | DEF   | Kliver Gómez      |     |
| 4     | DEF   | Kendall Waston    |     |
| 25    | DEF   | Jorkaeff Azofeifa |     |
| 7     | DEF   | Jefry Valverde    |     |
| 29    | MED   | Emanuel Carvajal  | 78' |
| 17    | MED   | Yoserth Hernández | 78' |
| 30    | MED   | Ulises Segura     |     |
| 9     | DEL   | Javon East        | 63' |
| 11    | DEL   | Luis Díaz         | 63' |
| 24    | DEL   | Orlando Sinclair  | 78' |
| D. T. | D. T. | Vladimir Quesada  |     |

| 1     | POR   | Aarón Cruz       |     |
| 12    | DEF   | Shawn Johnson    |     |
| 38    | DEF   | Getsel Montes    | 56' |
| 24    | DEF   | Miguel Basulto   |     |
| 26    | DEF   | Eduardo Juárez   |     |
| 17    | MED   | Yeltsin Tejeda   |     |
| 38    | MED   | Aaron Murillo    | 66' |
| 10    | MED   | Elías Aguilar    | 66' |
| 11    | DEL   | Gerson Torres    | 66' |
| 20    | DEL   | Andrey Soto      | 56' |
| 9     | DEL   | Marcel Hernández |     |
| D. T. | D. T. | Walter Centeno   |     |

| 31 | DEL | Fabricio Alemán | 63' |
| 27 | DEL | Rachid Chirino  | 63' |
| 10 | MED | Mariano Torres  | 68' |
| 14 | DEL | Ariel Rodríguez | 78' |
| 19 | DEF | Ryan Bolaños    | 78' |

| 34 | DEL | Andy Rojas          | 56' |
| 21 | DEF | Everardo Rubio      | 56' |
| 90 | DEL | Francisco Rodríguez | 66' |
| 19 | DEL | José González       | 66' |
| 88 | MED | Ariel Arauz         | 66' |

| 31' | Javon East | 1:0 |

| 76' | Andy Rojas | 1:1 |

| 4' · 50' · 67' | Shawn Johnson Andrey Soto Yeltsin Tejeda |

| Principal  | Pablo Camacho |
| Asistentes | Danny Sojo    |
|            | Félix Quesada |
| Cuarto     | Brayan Cruz   |

| Trofeo Copa de Campeones Concacaf |
| Campeón C. S. Herediano           |
| 3er. título                       |